# Stensballe
Stensballe udgør Horsens' østlige bydel. Stensballe afgrænses fra det centrale Horsens i vest af det smalle farvand Stensballe Sund. I øst grænser Stensballe op til marker, Stensballe Skov og Stensballegaard Golfklub, nærmeste by er Haldrup. Mod nord grænses op til Nørrestrand og mod syd Horsens Fjord. Der er 6 km mod NØ fra Horsens centrum til Stensballe og 4 km mod NØ til Haldrup. Bydelen tilhører Horsens Kommune og er beliggende i Vær Sogn. 
I Stensballe, der er primært er en parcelhusbebyggelse, findes også bl.a. Vær Kirke, Stensballe Idræts-Klub og hovedgården Stensballegård.

## Historie
Oprindeligt var Stensballe en landsby der omfattede Bygaden, Agervej (der i gamle dage hed Vestergade og var kirkevej til Vær), Tværvej (der i gamle dage hed Møllegade, her lå møllen), Fortevej (vejen til markerne) og Spægbogade. Der var i alt 17 fæstegårde, der i 1700- og 1800-tallet hørte under Stensballegård.